# براد ديفيس (لاعب دوري الرغبي أسترالي)
براد ديفيس (بالإنجليزية: Brad Davis)‏ هو لاعب دوري الرغبي أسترالي، ولد في 13 مارس 1968.